# György Szabados
György Szabados (Budapest, 25 dicembre 1971) è uno storico ungherese.
Insignito della Croce di Cavaliere al Merito Ungherese, è consulente dello Szent István Király Múzeum e del Siklósi Gyula Várostörténeti Kutatóközpont e il direttore del László Gyula Kutatóközpont és Archívum.
Dopo il diploma nel 1990 alla Toldy Ferenc High School di Budapest e la laurea in Storia dell'Ungheria presso l'Università József Attila nel 1995, nel 2001 completò il Dottorato di ricerca in studi medievali a Seghedino e due anni più tardi discusse la tesi di dottorato con una qualifica "summa cum laude". Il suo supervisore era il professore universitario Ferenc Makk.
Il principale ambiente di ricerca di Szabados è la storia ungherese durante l'era di Árpád, toccando la politica, la sfera militare, i concetti di popolo, nazione e Stato e la storiografia dei secoli XI-XVIII.

## Riconoscimenti
- 2004 - Premio Accademico Giovani 2004
- 2006 - Premio Gyula Kristó
- 2009 - Life and Science - Concorso di revisione di articoli OTKA III
- 2016 - Croce di Cavaliere al Merito Ungherese